# Leonel Bontempo
Leonel Juan Daniel Bontempo (Buenos Aires, 1º novembre 1992) è un calciatore argentino, difensore svincolato.

## Carriera
Cresciuto nel settore giovanile del Quilmes, ha esordito in prima squadra il 5 agosto 2013 disputando l'incontro di Primera División perso 2-0 contro il Rosario Central.

## Statistiche

### Presenze e reti nei club
Statistiche aggiornate al 15 gennaio 2022.
| Stagione                | Squadra                 | Campionato              | Campionato | Campionato | Coppe nazionali | Coppe nazionali | Coppe nazionali | Coppe continentali | Coppe continentali | Coppe continentali | Altre coppe | Altre coppe | Altre coppe | Totale | Totale |
| Stagione                | Squadra                 | Comp                    | Pres       | Reti       | Comp            | Pres            | Reti            | Comp               | Pres               | Reti               | Comp        | Pres        | Reti        | Pres   | Reti   |
| ----------------------- | ----------------------- | ----------------------- | ---------- | ---------- | --------------- | --------------- | --------------- | ------------------ | ------------------ | ------------------ | ----------- | ----------- | ----------- | ------ | ------ |
| 2013-2014               | Quilmes                 | PD                      | 18         | 0          |                 | -               | -               |                    | -                  | -                  |             | -           | -           | 18     | 0      |
| 2014                    | Quilmes                 | PD                      | 14         | 0          | CA              | 1               | 0               |                    | -                  | -                  |             | -           | -           | 15     | 0      |
| 2015                    | Quilmes                 | PD                      | 11         | 0          | CA              | 1               | 0               |                    | -                  | -                  |             | -           | -           | 12     | 0      |
| 2016                    | Quilmes                 | PD                      | 10         | 0          |                 | -               | -               |                    | -                  | -                  |             | -           | -           | 10     | 0      |
| Totale Quilmes          | Totale Quilmes          | Totale Quilmes          | 53         | 0          |                 | 2               | 0               |                    | -                  | -                  |             | -           | -           | 55     | 0      |
| set. 2016-gen. 2017     | Racing Santander        | SDB                     | 13         | 0          | CR              | 1               | 0               |                    | -                  | -                  |             | -           | -           | 14     | 0      |
| gen.-giu. 2018          | Barracas Central        | PBM                     | 17         | 0          |                 | -               | -               |                    | -                  | -                  |             | -           | -           | 17     | 0      |
| 2018-2019               | Barracas Central        | PBM                     | 34         | 0          |                 | -               | -               |                    | -                  | -                  |             | -           | -           | 34     | 0      |
| 2019-2020               | Barracas Central        | PBN                     | 15         | 0          | CA              | 2               | 0               |                    | -                  | -                  |             | -           | -           | 17     | 0      |
| Totale Barracas Central | Totale Barracas Central | Totale Barracas Central | 66         | 0          |                 | 2               | 0               |                    | -                  | -                  |             | -           | -           | 68     | 0      |
| 2020-2021               | Deportivo Morón         | PBN                     | 6          | 0          |                 | -               | -               |                    | -                  | -                  |             | -           | -           | 6      | 0      |
| 2021                    | Deportivo Morón         | PBN                     | 33         | 1          |                 | -               | -               |                    | -                  | -                  |             | -           | -           | 33     | 1      |
| 2022                    | Deportivo Morón         | PBN                     | 0          | 0          |                 | -               | -               |                    | -                  | -                  |             | -           | -           | 0      | 0      |
| Totale Deportivo Morón  | Totale Deportivo Morón  | Totale Deportivo Morón  | 39         | 1          |                 | -               | -               |                    | -                  | -                  |             | -           | -           | 39     | 1      |
| Totale carriera         | Totale carriera         | Totale carriera         | 171        | 1          |                 | 5               | 0               |                    | -                  | -                  |             | -           | -           | 176    | 1      |

## Palmarès

### Club

#### Competizioni nazionali
- Primera B Metropolitana: 1

Barracas Central: 2018-2019